# Карминьяно (вино)
Карминьяно (итал. Carmignano) — тосканское сухое красное вино, производимое в одноимённой винодельческой зоне, включающей городки Карминьяно и Поджо-а-Кайано провинции Прато. Производится из местного тосканского сорта винограда санджовезе (не менее 50 %) в комбинации с виноградом сортов каберне совиньон, каберне фран и канайоло (содержание каждого не более 20 %). Возможно использование также белых сортов треббьяно, мальвазия, канайоло бьянко. В 1975 году зона Карминьяно получила разряд DOC (Denominazione di Origine Controllata), а в 1990 году — высший разряд DOCG (Denominazione di Origine Controllata e Garantita).
Виноделие в зоне Карминьяно, как впрочем и во всей Тоскане, известно с античных времён. Свой особый путь местные вина получили в XVI веке, когда знатный род Медичи породнился с французским королевским домом, выдав в 1533 году Екатерину Медичи за короля Генриха II. По преданию именно тогда, среди прочих королевских подарков, родственникам невесты были преподнесены саженцы французского сорта Каберне.  В 1716 году тосканский герцог Козимо III издал эдикт о признании и защите четырёх традиционных винодельческих зон в герцогстве, куда наряду со знаменитой Кьянти вошла и зона Карминьяно. С внедрением современных винодельческих провинций Карминьяно была отнесена к зоне Кьянти, но в 1975 году получила независимый статус, во многом благодаря усилиям аристократического семейства Контини-Бонакосси, владевшего винодельческим хозяйством в Карминьяно.
По правилам Carmignano DOCG виноградники должны располагаться на склонах не выше 400 метров метров над уровнем моря. Выдержка вина — не менее полутора лет, из которых 8 месяцев должно проводиться в деревянных бочках. Для вина класса Riserva эти сроки увеличены до 3 лет общей выдержки, из которых не менее одного года в бочках. Вина, по каким-либо причинам не подпадающие под требования Карминьяно DOCG, могут маркироваться Barco Reale di Carmignano DOC, а для сладких вин, входивших в Карминьяно DOC при его создании в 1975 году, выделена отдельная категория Вин Санто Карминьяно DOC.